# Silly Thing
Silly Thing – siódmy singel punkrockowego zespołu Sex Pistols. Wydany 30 marca 1979. 

## Lista utworów
1. Silly Thing
2. Who Killed Bambi?

## Skład
- Paul Cook – wokal („Silly Thing”), perkusja
- Tenpole Tudor – wokal („Who Killed Bambi?”)
- Steve Jones – gitara, gitara basowa